# PKS w Suwałkach
PKS w Suwałkach S.A. (wcześniej Przedsiębiorstwo Komunikacji Samochodowej w Suwałkach) – były przewoźnik świadczący usługi na trasach międzymiastowych z siedzibą w Suwałkach. Spółka posiadała też biuro turystyczne PKS Travel, ośrodek szkolenia kierowców, stację obsługi, stację kontroli pojazdów, stację benzynową, sklep motoryzacyjny oraz świadczyła usługi noclegowe, parkingowe (dla TIR), serwisowe (tachografów, ogumienia i szyb), a także pomoc drogową.
2 stycznia 2017 roku przedsiębiorstwo zostało przejęte przez PKS w Białymstoku S.A. Po połączeniu PKS w Białymstoku zmieniło nazwę na Podlaska Komunikacja Samochodowa Nova S.A.

## Historia
- 1947 – powstało osiem Oddziałów Okręgowych PKS, w tym Oddział Okręgowy w Olsztynie,
- 1949 – w Suwałkach powstała Stacja Terenowa PKS, a także zalążki placówki w Ełku,
- 1950 – w miejsce Dyrekcji Naczelnej PKS powstał Centralny Zarząd PKS w Warszawie, a Dyrekcje Okręgowe stały się Zarządami Okręgowymi,
- 1952 – powstała Ekspozytura PKS w Suwałkach, odpowiednik późniejszego Oddziału,
- 1956 – rozpoczęto tworzenie Placówki Terenowej w Olecku,
- 1959/60 – powstał PKS w Augustowie,
- 1960 – powstało 17 Wojewódzkich Przedsiębiorstw PKS i Zjednoczenie PKS jako koordynator ich działań. Przedsiębiorstwa podlegały Zjednoczeniu i były jednocześnie podporządkowane Wojewódzkim Radom Narodowym. W ramach tej reorganizacji Ekspozytury stały się Oddziałami, a Stacje Terenowe Placówkami Terenowymi. Ekspozytura PKS w Suwałkach jako Oddział IV weszła w skład Wojewódzkiego Przedsiębiorstwa PKS w Białymstoku,
- 1975 – reforma administracyjna kraju, powstało województwo suwalskie,
- 1 stycznia 1976 – PKS w Suwałkach jako Oddział Towarowo-Osobowy wszedł w struktury Przedsiębiorstwa PKS w Olsztynie,
- 1976 – powstała Placówka Terenowa w Gołdapi,
- 1 lipca 1990 – oddziały PKS uzyskały samodzielność i stały się przedsiębiorstwami PKS podległymi bezpośrednio Ministerstwu Transportu i Gospodarki Morskiej. Likwidacji uległy Zjednoczenie PKS w Warszawie i cztery Przedsiębiorstwa PKS, w tym olsztyńskie,
- 1 października 1996 – funkcję organu założycielskiego przejęli w stosunku do Przedsiębiorstw PKS wojewodowie,
- 1 stycznia 1999 – funkcję organu założycielskiego PKS Suwałki przejął wojewoda podlaski,
- 1 stycznia 2006 – przedsiębiorstwo PKS w Suwałkach zostało na wniosek wojewody podlaskiego przekształcone w jednoosobową spółkę Skarbu Państwa pod nazwą PKS w Suwałkach Spółka Akcyjna,
- 5 lipca 2011 – w Warszawie podpisano umowy z ministrem skarbu państwa o nieodpłatnym przejęciu akcji pięciu spółek PKS: w Białymstoku, Łomży, Suwałkach, Siemiatyczach i Zambrowie przez Marszałka Województwa Podlaskiego
- 2 stycznia 2017 – PKS w Białymstoku S.A. przejęła spółki PKS w Suwałkach S.A., PKS w Łomży Sp. z o.o., PKS w Zambrów Sp. z o.o., PKS w Siemiatyczach Sp. z o.o., zmieniając nazwę na Podlaska Komunikacja Samochodowa Nova Spółka Akcyjna. PKS Suwałki stał się jednym z oddziałów PKS Nova[1].

## Oddziały
Spółka posiadała główną siedzibę firmy i 5 placówek terenowych. Była głównym przewoźnikiem międzymiastowym w Suwałkach, Augustowie, Olecku, Gołdapi, Ełku i Sejnach.
Dodatkowo w Gołdapi posiadała swój pierwszy oddział komunikacji miejskiej.

## Połączenia
Spółka posiadała 136 linii, kursujących bezpośrednio do takich miast jak Warszawa, Poznań, Białystok, Wrocław, Gdańsk, Olsztyn, Lublin, Kraków, Augustów, Ełk, Budzisko (Granica), Toruń, Częstochowa, Katowice i innych.
28 czerwca 2014 roku uruchomiła pierwsze połączenie międzynarodowe Augustów – Grodno przez Suwałki, Sejny, Łoździeje, Wiejsieje, Leipuny, Druskienniki.

## Tabor
Spółka posiadała 151 pojazdów:

### Autosan
- Autosan A1010T – 5 szt.
- Autosan A1012T – 2 szt.
- Autosan A1112T – 3 szt.
- Autosan H10-10 – 23 szt.
- Autosan H10-11 – 9 szt.
- Autosan H10-12 – 1 szt.
- Autosan H7 – 2 szt.
- Autosan H9-2x – 68 szt.

### BMC
- BMC Levend – 1 szt.

### Irisbus
- Irisbus Crossway 12M – 1 szt.

### Isuzu
- Isuzu Turquoise – 10 szt.

### IVECO
- Iveco Daily – 3 szt.

### Jelcz
- Jelcz L100 – 1 szt.
- Jelcz PR110D – 1 szt.
- Jelcz T120 – 1 szt.

### Karosa
- Karosa C95x – 1 szt.

### Mercedes-Benz
- Mercedes-Benz Intouro 15R – 4 szt.
- Mercedes-Benz O580-15RHD – 1 szt.
- Mercedes-Benz Sprinter – 2 szt.
- Mercedes-Benz Tourismo 15RHD – 4 szt.

### Volvo
- Volvo 9700H – 4 szt.
- Volvo B12-600 – 2 szt.
- Volvo B9R / Sunsundegui Sideral 2000 – 2 szt.

## PKS Travel
Biuro turystyczne PKS Travel powstało w 2008 i posiada biura w Suwałkach i Augustowie. Biuro organizuje wycieczki krajowe oraz zagraniczne.

## Pekaesik
Ośrodek szkolenia kierowców powstał w 2007 i oferował szkolenia w kategoriach A, B, D. Pekaesik dysponował własnym placem manewrowym i pojazdami: samochód osobowy – Fiat Grande Punto, autobus – Autosan H10-10, motocykl – Honda. W 2013 roku szkoła została zlikwidowana.

## KM Gołdap
Komunikacja miejska w Gołdapi odbywała się na pięciu liniach autobusowych i realizowana była pojazdami MAN NL 202 i Iveco Daily.

Linia „1”: Plac Zwycięstwa – Sanatorium VITAL

Linia „2”: Plac Zwycięstwa – 1-go Maja

Linia „3”: Plac Zwycięstwa – Leśny Zakątek – Eldorado Plaża Wojskowa

Linia „4”: Plac Zwycięstwa – Plaża Harcerska – Plaża Miejska

Linia „5”: Plac Zwycięstwa – Przejście Graniczne (Rosja)

Komunikacja ta była wykonywana w 2011 i 2012 roku.